# Tonometria
La tonometria o tonometria oculare è una tecnica diagnostica impiegata in oculistica per la determinazione del tono oculare ossia della pressione interna dell'occhio. Viene misurata in millimetri di mercurio (mmHg). Una pressione intraoculare troppo alta può essere un segno di glaucoma, una malattia oculare che – se non diagnosticata e curata tempestivamente – può provocare danni irreversibili del nervo ottico, che possono condurre alla cecità.

## Metodiche

### Tonometria ad applanazione
Nella tonometria ad applanazione la pressione intraoculare è desunta dalla forza meccanica che è necessaria per appianare una ridotta area circolare corneale (in una zona centrale), attraverso la legge Imbert-Fick. Il tonometro Maklakoff è stato uno dei primi esempi di questo metodo. Il tonometro di Goldmann è la versione che nella pratica corrente è più utilizzata. Dal momento che la sonda entra in contatto con la cornea, un anestetico topico, ad esempio la proximetacaina, viene instillato sulla superficie dell'occhio in forma di collirio. Dal momento che uno spessore corneale particolarmente importante può falsare il risultato, i valori devono essere corretti con i risultati della pachimetria centrale.

### Tonometria Goldmann
La tonometria Goldmann (GAT) è considerata il gold standard delle metodiche, ed è infatti il metodo più ampiamente accettato. Uno speciale prisma adeguatamente disinfettato viene montato sulla testa del tonometro e poi collocato contro la cornea. L'esaminatore utilizza un filtro blu per visualizzare due semi cerchi verdi. La forza applicata alla testa tonometro viene quindi regolata tramite una manopola collegata ad una molla di tensione variabile finché i bordi interni dei semicerchi verdi nel mirino si sovrappongono. Quando un'area di cornea pari a 3,06 millimetri è stata appiattita, le forze opposte date dalla rigidità corneale e il film lacrimale approssimativamente si equivalgono e quindi si elidono permettendo di determinare la pressione oculare dalla forza applicata. Come tutti i metodi non invasivi, anche questa tecnica è intrinsecamente imprecisa.

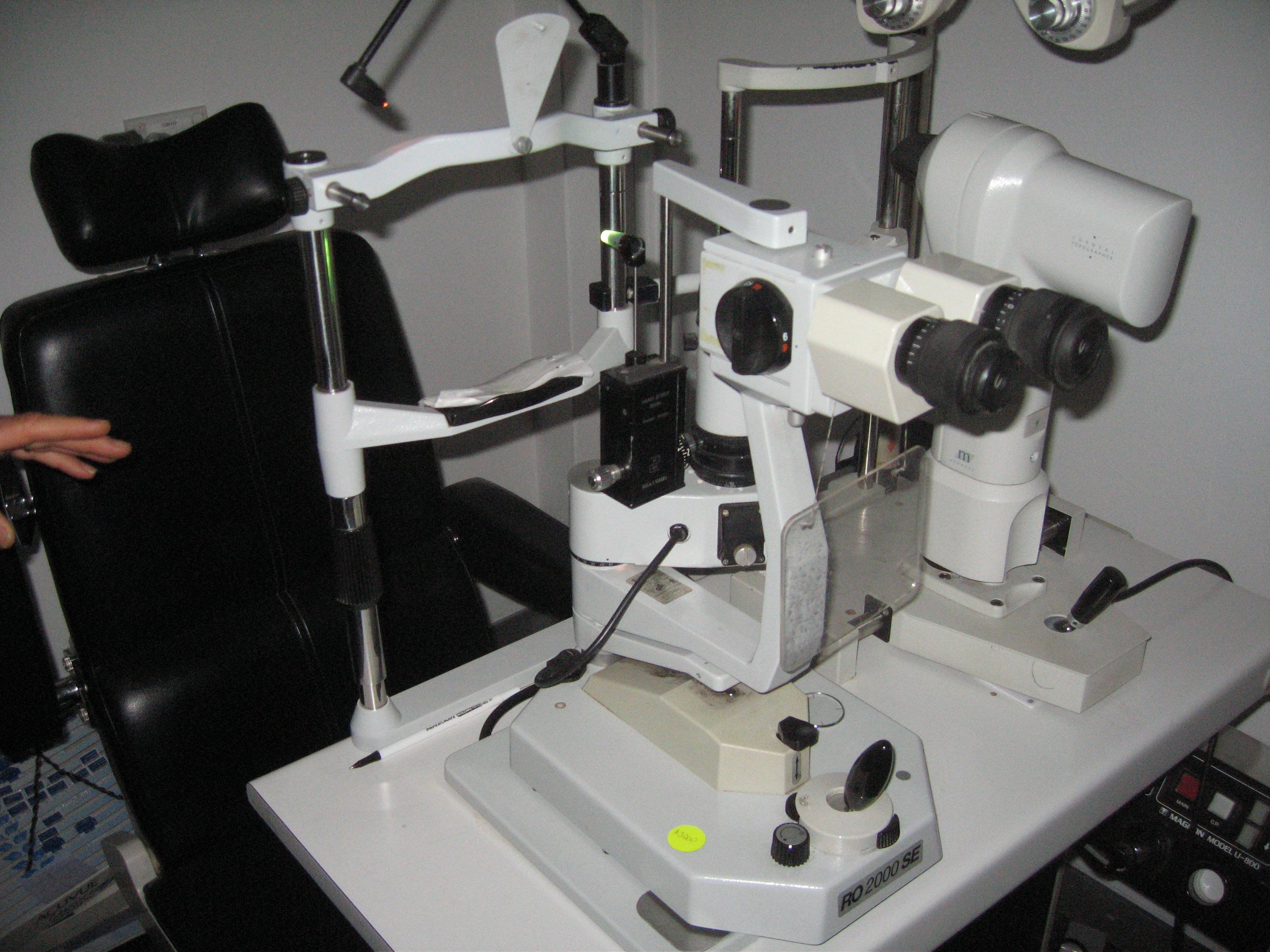
Un tonometro di Goldmann
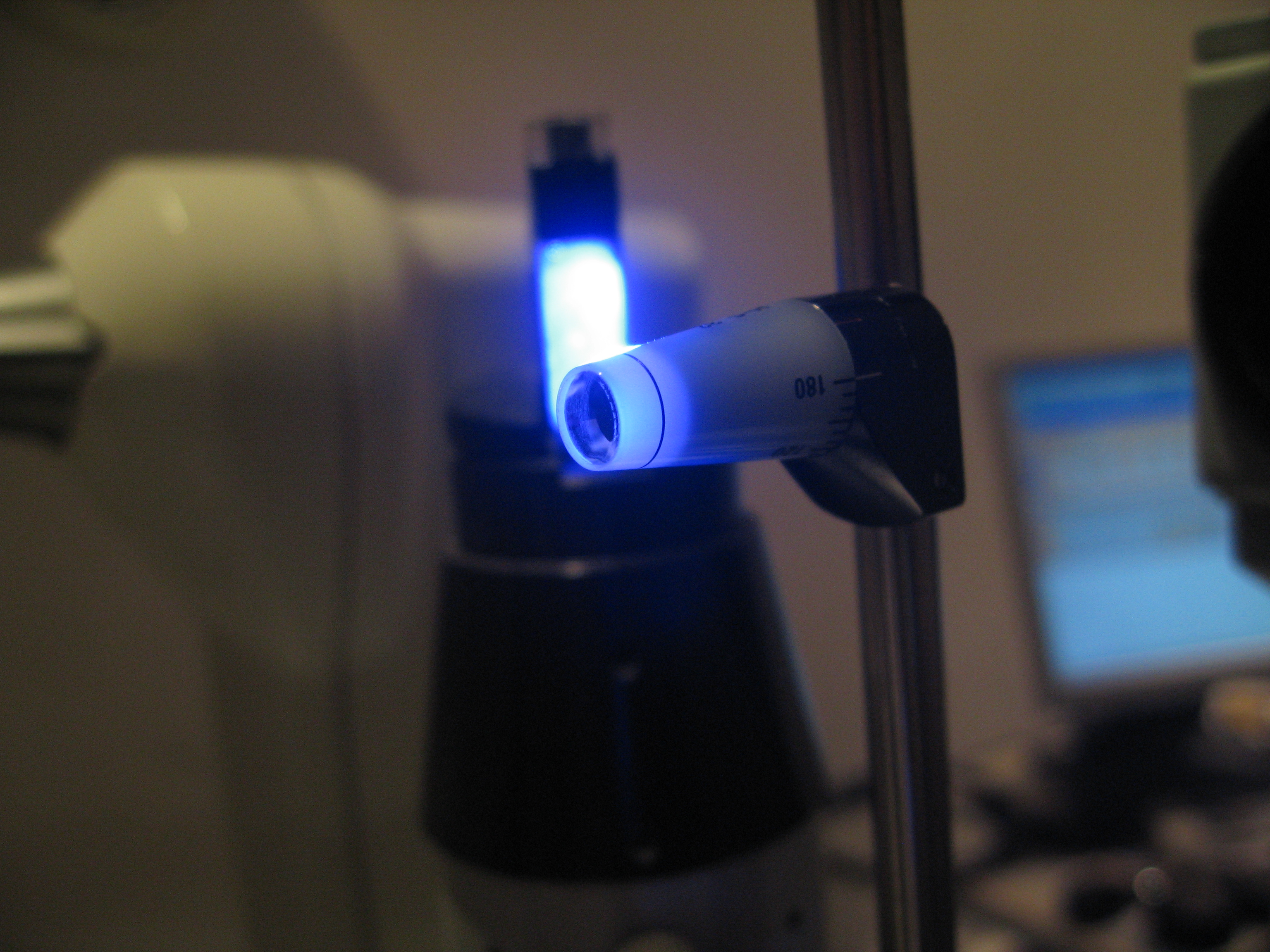
La lampada a fessura di un tonometro di Goldmann
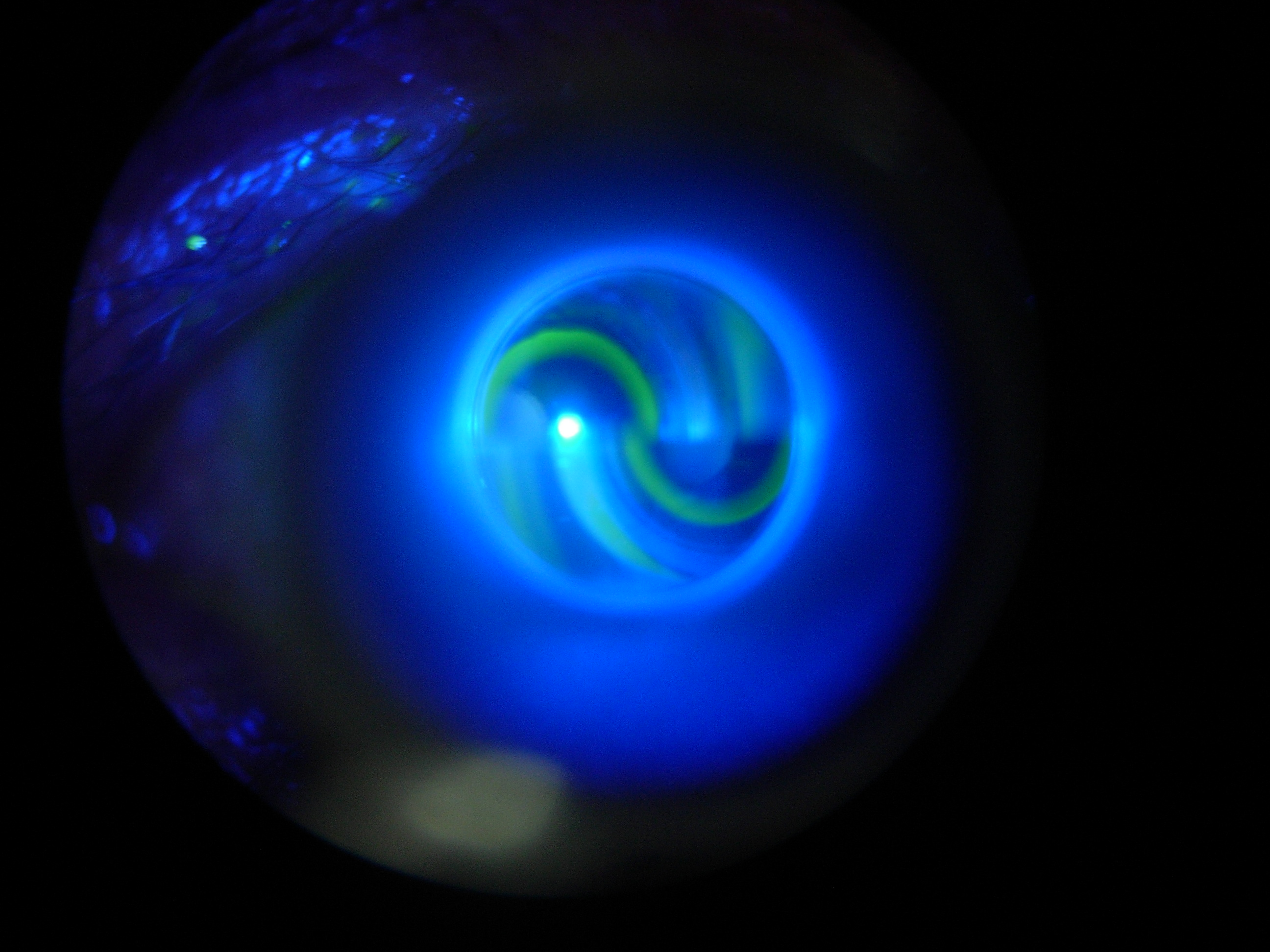
I semicerchi osservabili tramite la lampada a fessura

### Tonometro di Perkins
Il tonometro di Perkins è un tipo di tonometro ad applanazione portatile, utile nei bambini. Tendenzialmente questi pazienti non sono in grado di cooperare con un esame che richieda di restare seduti di fronte ad una lampada a fessura. È anche molto utile in pazienti anestetizzati che quindi necessitano di rimanere in posizione distesa.

### Tonometria dinamica a contorno
La tonometria dinamica a contorno di Pascal (DCT) utilizza il principio della corrispondenza del contorno anziché quello dell'applanazione. Il puntale contiene una cavità che ha la stessa forma della cornea, con un sensore di pressione in miniatura nel suo centro. Questo tipo di tonometro è progettato per evitare di deformare la cornea durante la misurazione ed è quindi pensato per essere meno influenzato da fattori quali lo spessore corneale e altre proprietà biomeccaniche della cornea, che invece condizionano altri metodi.
Sfortunatamente poiché la configurazione della punta è progettata per la forma di una cornea normale, questo tonometro è più influenzato dalla curvatura corneale.
La sonda è collocata sul film lacrimale pre-corneale, a livello della cornea centrale, e il sensore di pressione piezoresistivo integrato inizia automaticamente di acquisire dati, misurando la pressione intraoculare circa 100 volte al secondo. La punta del tonometro poggia sulla cornea con una forza costante di un grammo.
Quando il sensore è sottoposto ad una variazione di pressione, la resistenza elettrica viene alterata e il computer del tonometro calcola una variazione di pressione a seconda della variazione di resistenza. La parte a contatto con l'occhio è protetta da un cappuccio monouso.
Un ciclo di misurazione completa richiede circa 8 secondi di tempo di contatto. La tecnica ovviamente non risente delle caratteristiche meccaniche della cornea. Il dispositivo misura anche la variazione di pressione che si verifica con il ciclo cardiaco.

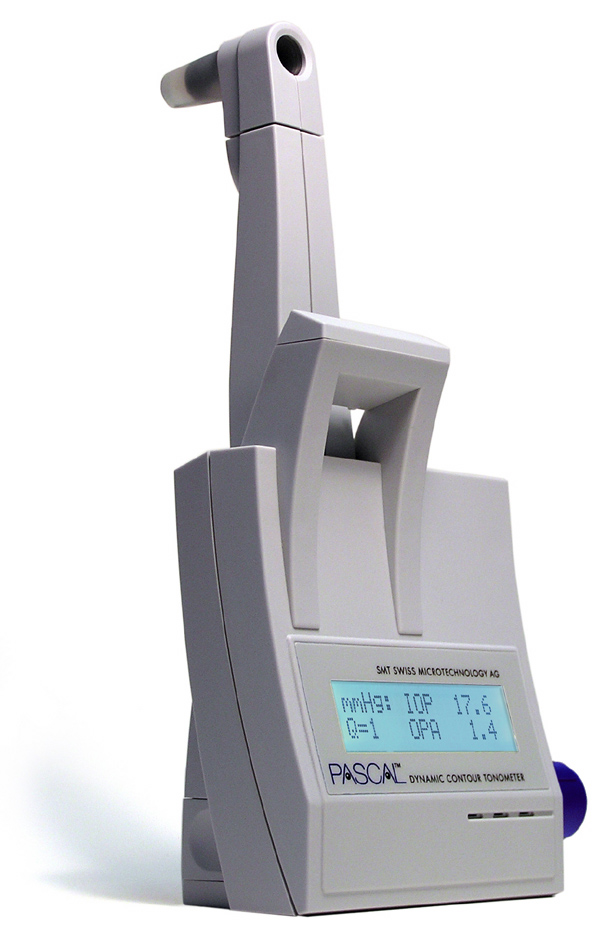
Un tonometro dinamico a contorno PASCAL
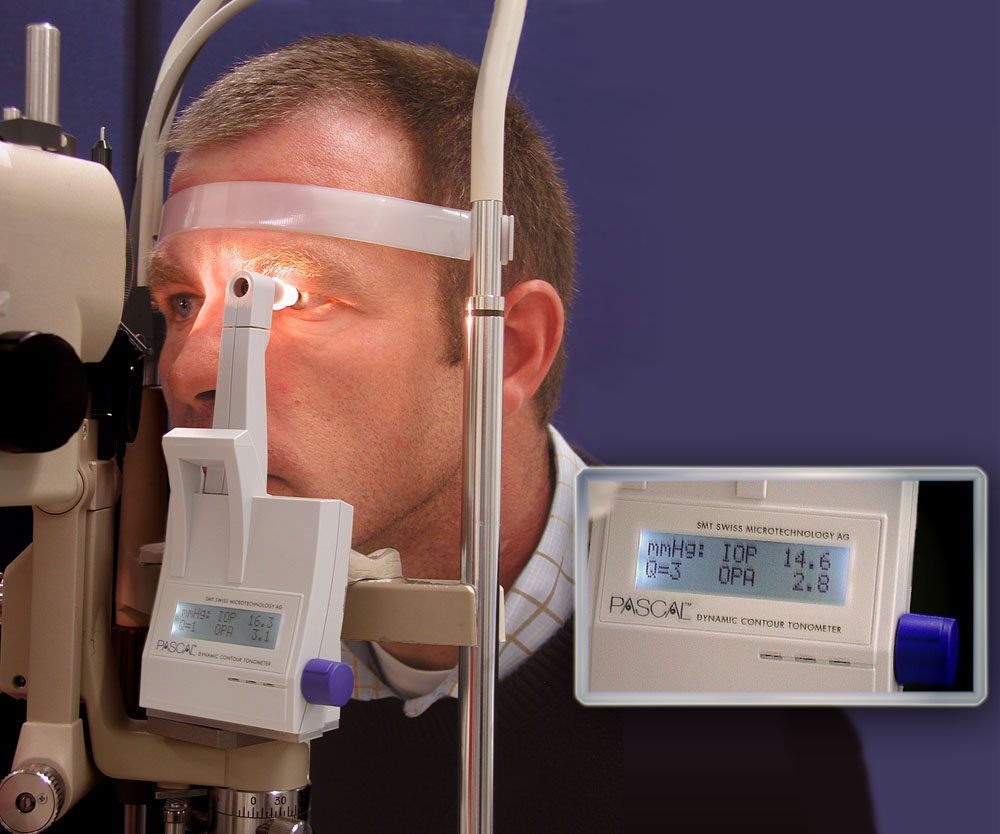
Utilizzo di tonometro dinamico a contorno PASCAL
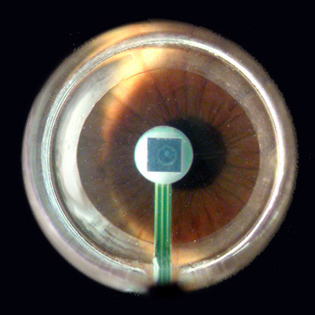
Una punta del sensore di un tonometro PASCAL in contatto con la cornea di un paziente

### Tonometria senza contatto
La tonometria senza contatto (o tonometria a getto d'aria) è diversa dalla pneumotonometria ed è stata inventata da Bernard Grolman della Reichert Incorporation (precedentemente American Optical). Esso utilizza un impulso di aria che viene diretto verso la superficie corneale. Tale getto d'aria riesce ad applanare rapidamente la cornea. L'applanazione corneale e le vibrazioni riflesse che partono da essa vengono rilevate tramite un sistema elettro-ottico e successivamente un minicalcolatore le trasforma in segnali analogici. La pressione intraoculare è valutata rilevando la forza del getto d'aria nell'istante in cui si verifica l'applanazione. Questa tecnica è considerata più sicura perché lo strumento non viene a contatto con l'occhio. Si evitano così lesioni o infezioni corneali. Tuttavia alcuni specialisti la considerano meno precisa delle precedenti, e pertanto risulta ancora relativamente poco usata.
Storicamente quindi la tonometria senza contatto, pur essendo un modo veloce e semplice per misurare la pressione intraoculare, è stata riservata a campagne di screening. Tuttavia i moderni tonometri senza contatto hanno dimostrato di correlare bene con le misure date dalla tonometria Goldmann e si sono rivelati particolarmente utili per la misurazione della pressione intraoculare nei bambini ed in altri pazienti scarsamente collaboranti.

### Analizzatore di risposta oculare
L'analizzatore di risposta oculare (ORA) è un tonometro senza contatto (a soffio d'aria) che non richiede anestesia locale e fornisce ulteriori informazioni sulle proprietà biomeccaniche della cornea. Esso utilizza un impulso d'aria per deformare la cornea provocando una leggera concavità. La differenza fra le pressioni a cui la cornea si appiattisce verso l'interno e verso l'esterno è misurata dalla macchina e chiamata isteresi corneale (CH). La macchina utilizza questo valore per correggere gli effetti della resistenza corneale sulla misura.

### Tonometria ad indentazione elettronica
I tonometri ad indentazione elettronici derivano, con le opportune modifiche, dai tonometri Mackay-Marg che utilizzano un trasduttore galleggiante libero per rilevare la pressione trasmessa. Il trasduttore è circondata da un anello esterno che appiattisce la cornea adiacente riducendo così la sua influenza sulla misura. Poiché il dispositivo tocca la cornea, deve essere utilizzato un collirio anestetico per desensibilizzare l'occhio. Come avviene anche per i tonometri senza contatto, questi dispositivi sono spesso utilizzati nei bambini e nei pazienti non collaboranti per la loro portabilità e facilità d'uso. I tonometri elettronici portatili svolgono anche un ruolo importante nel campo della medicina veterinaria.

### Tonometria di rimbalzo
I tonometri rebound (tonometri a rimbalzo) calcolano la pressione intraoculare facendo rimbalzare una piccola sonda di metallo con punta in plastica contro la cornea. Il dispositivo utilizza una bobina di induzione per magnetizzare la sonda e "spararla" contro la cornea. Non appena la sonda rimbalza contro la cornea e torna indietro verso il dispositivo, si viene a creare una corrente di induzione da cui è poi possibile determinare la pressione intraoculare. Il dispositivo è semplice e facile da usare e ne esistono anche alcune versioni che il paziente può utilizzare in autonomia a casa sua. Il tonometro a rimbalzo è portatile, non richiede l'uso di colliri anestetici ed è particolarmente adatto per i bambini ed i pazienti non cooperativi.

### Pneumotonometria
Un pneumotonometro utilizza un sensore pneumatico (costituito da un pistone galleggiante su un cuscinetto d'aria). Aria filtrata viene pompata nel pistone e viaggia attraverso una piccola membrana (diametro 5 mm) fenestrata ad una estremità. Questa membrana è posta contro la cornea. L'equilibrio tra il flusso d'aria proveniente dalla macchina, e la resistenza al flusso offerta dalla cornea influenzano il movimento del pistone e questo movimento è usato per calcolare la pressione intraoculare.

### Tonometria ad indentazione

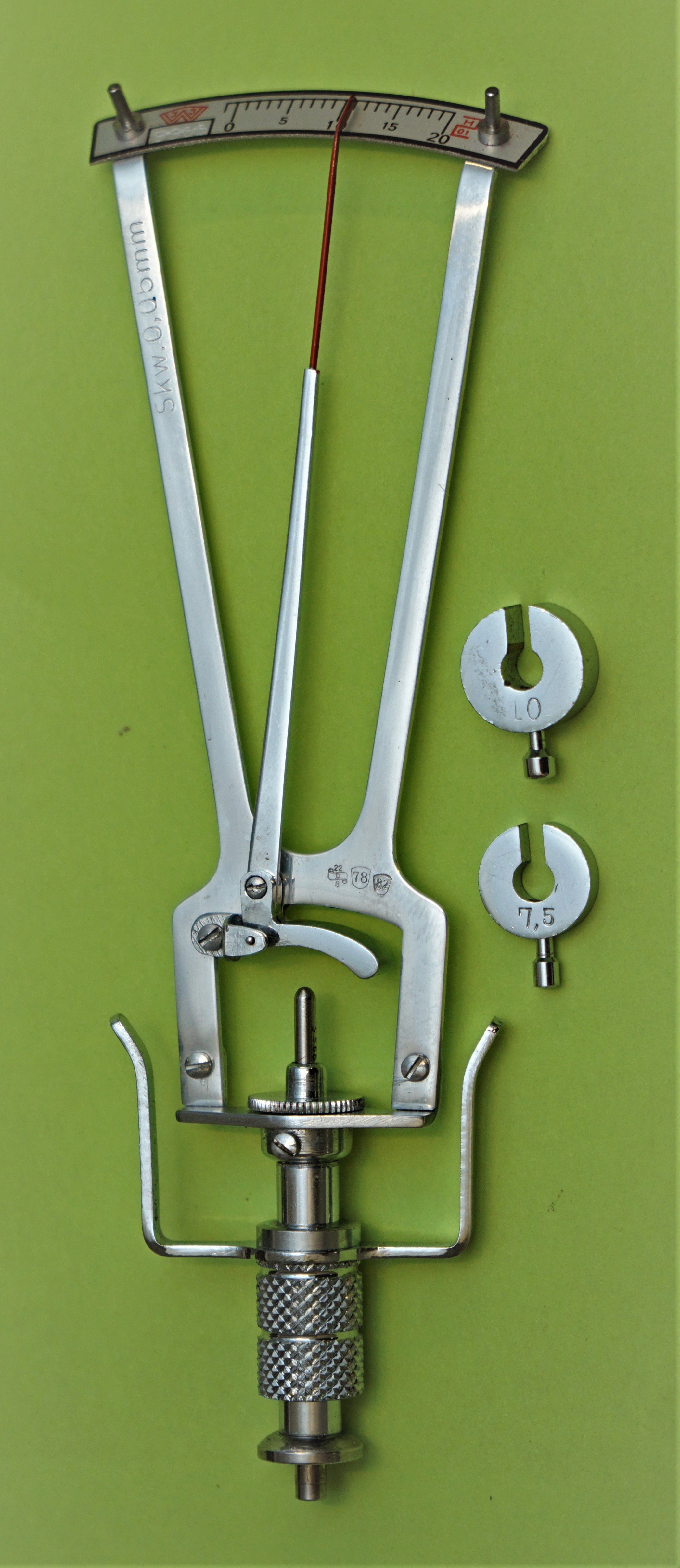
Tonometro di Schiötz

Conosciuta anche come tonometria a depressione, misura la profondità di indentazione corneale causata da un piccolo pistone che porta un peso di valore noto. Più alta è la pressione intraoculare, più diviene difficile spingere e deprimere la cornea.
Per valori molto alti di pressione intraoculare, possono essere aggiunti dei pesi supplementari affinché lo stantuffo spinga maggiormente. Il movimento dello stantuffo viene misurato utilizzando una scala tarata. Questa tecnica trascura la deformazione elastica delle pareti del bulbo oculare. Il tonometro di Schiötz è il dispositivo più comune che utilizza questo principio.

### Tonometria non-corneale e transpalpebrale

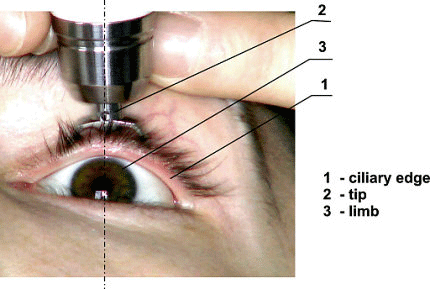
Un tonometro Diaton transpalpebrale

Il termine tonometria transpalpebrale si riferisce ai metodi di misurazione della pressione intraoculare attraverso la palpebra. Il tonometro non-corneale Diaton calcola la pressione misurando la risposta di un'asta in caduta libera, dal modo in cui questa rimbalza contro la piastra tarsale della palpebra attraverso la sclera. Il paziente viene posizionato in modo che la punta del dispositivo e del coperchio sono sovrastanti la sclera. La tonometria non-corneale transpalpebrale non comporta il contatto con la cornea e quindi non richiede l'utilizzo routinario di un anestetico topico durante l'uso. Questo tipo di tonometria non può essere considerata un sostituto o un'alternativa rispetto ai metodi più consolidati.

### Tonometria digitale
La tonometria digitale (o più semplicemente tonometria tramite palpazione) è il metodo di stima della pressione intraoculare che avviene premendo delicatamente il dito indice contro la cornea di un occhio chiuso. Questo metodo è estremamente operatore-dipendente e notoriamente poco affidabile e riproducibile.

### Tomografia a coerenza ottica
È una forma di tonometria senza contatto che utilizza la tomografia a coerenza ottica (OCT). Questo tipo di procedura è attualmente in fase di sviluppo. Come molte altre forme di tonometria, questo metodo si basa su una forza applicata alla cornea e la simultanea misurazione della reazione oculare. Nel caso della tonometria OCT, la forza applicata alla cornea consiste nella pressione dell'aria (un semplice getto ad alta pressione, così come accade nella tonometria a getto d'aria, vedi sopra), oppure in un'onda d'urto o un'onda acustica, o aria a bassa pressione pompata in un contenitore "a tenuta" posto intorno all'occhio (come una maschera per snorkeling o immersione). Il dispositivo OCT viene utilizzato per misurare variazioni della curvatura della cornea o movimento dell'interfaccia corneale apicale in relazione ad interfacce posteriori come la retina. La differenza nel movimento di queste ultime due superfici indica la compressione del globo stesso mentre la somiglianza nel movimento di queste due superfici indica l'intensità della retropulsione del globo.

## Fattori influenzanti la misura
- Spessore corneale centrale (CCT)

Lo spessore della cornea influenza in particolare i metodi non invasivi variando la resistenza alla sonda del tonometro. Una cornea spessa dà luogo a una maggiore probabilità di una sopravvalutazione della pressione intraoculare. Similmente una cornea sottile espone prevalentemente ad una sottovalutazione dell'IOP. Purtroppo il grado di errore della misura nel singolo paziente non può essere stabilito basandosi solo sullo spessore corneale.
L'analizzatore di risposta oculare e i tonometri dinamici a contorno PASCAL risentono meno dello spessore corneale rispetto al tonometro di Goldmann. Al contrario, i tonometri senza contatto ed i tonometri a rimbalzo risultano maggiormente affetti da questo errore di misura.
Va ricordato che lo spessore corneale varia da individuo a individuo, così come con l'età ed il gruppo etnico di appartenenza.